# Microclanis
Microclanis este un gen de molii din familia Sphingidae. Conține o singură specie, Microclanis erlangeri, care este întâlnită din Tanzania centrală până în zonele estice și nordice dinKenya, Etiopia și Somalia.